# Fukui Railway
Fukui Railway Co.,Ltd. (福井鉄道株式会社, Fukui Tetsudō Kabushiki-gaisha), également appelée Fukutetsu (福鉄), est une compagnie de transport de passagers qui exploite le tramway de Fukui ainsi qu'un réseau de bus dans la préfecture de Fukui au Japon. Son siège social se trouve dans la ville d'Echizen.

## Histoire
La compagnie a été fondée le 1er août 1945.

## Ligne
La compagnie exploite la ligne Fukubu du tramway de Fukui.
| Ligne        | Nom japonais | Terminus                              | Longueur (km) | Arrêts |
| ------------ | ------------ | ------------------------------------- | ------------- | ------ |
| Ligne Fukubu | 福武線       | Takefu-shin - Fukui-eki - Tawaramachi | 21,4          | 24     |

## Matériel roulant

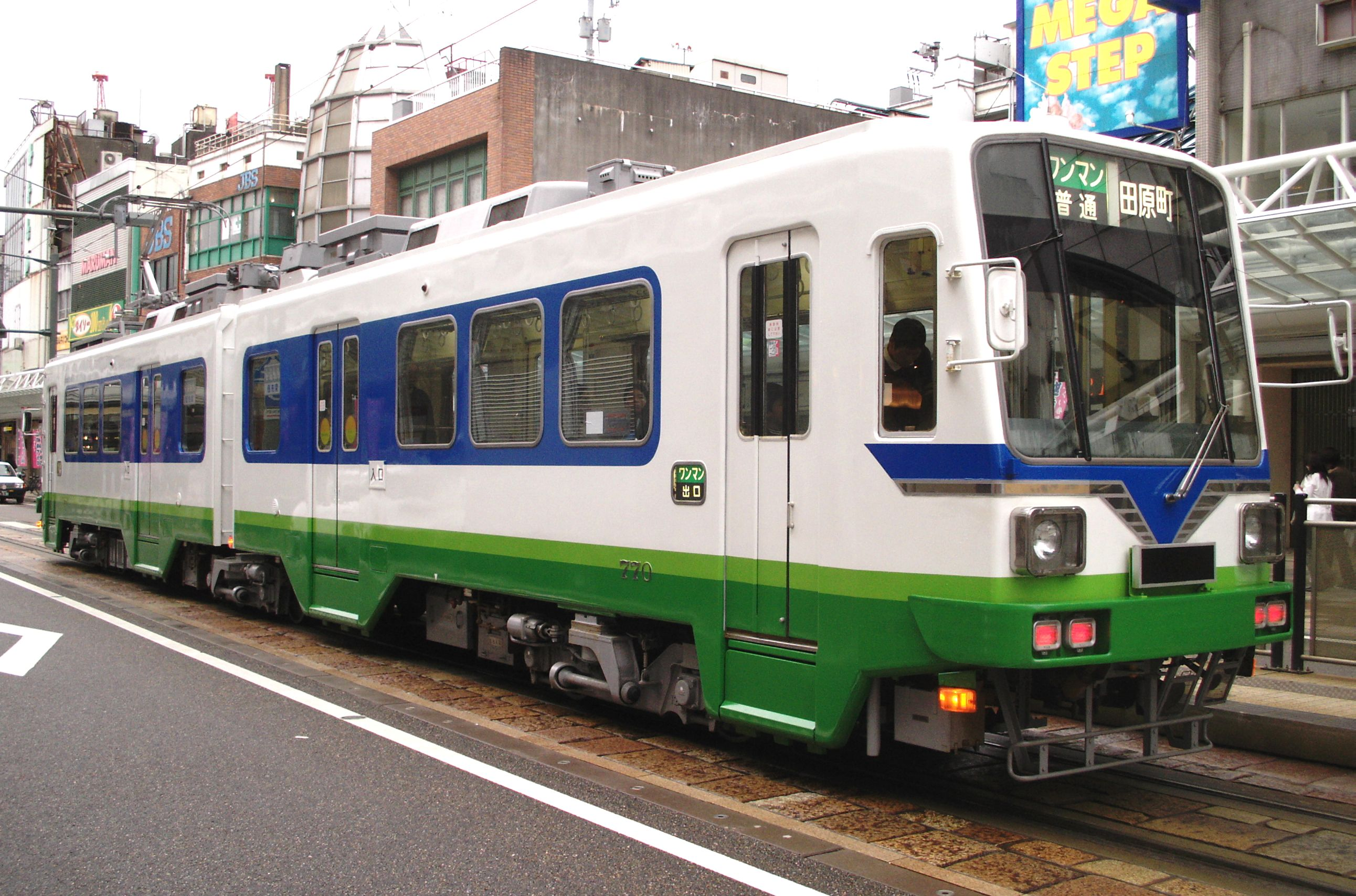
Série 770 (ex-Meitetsu 770)
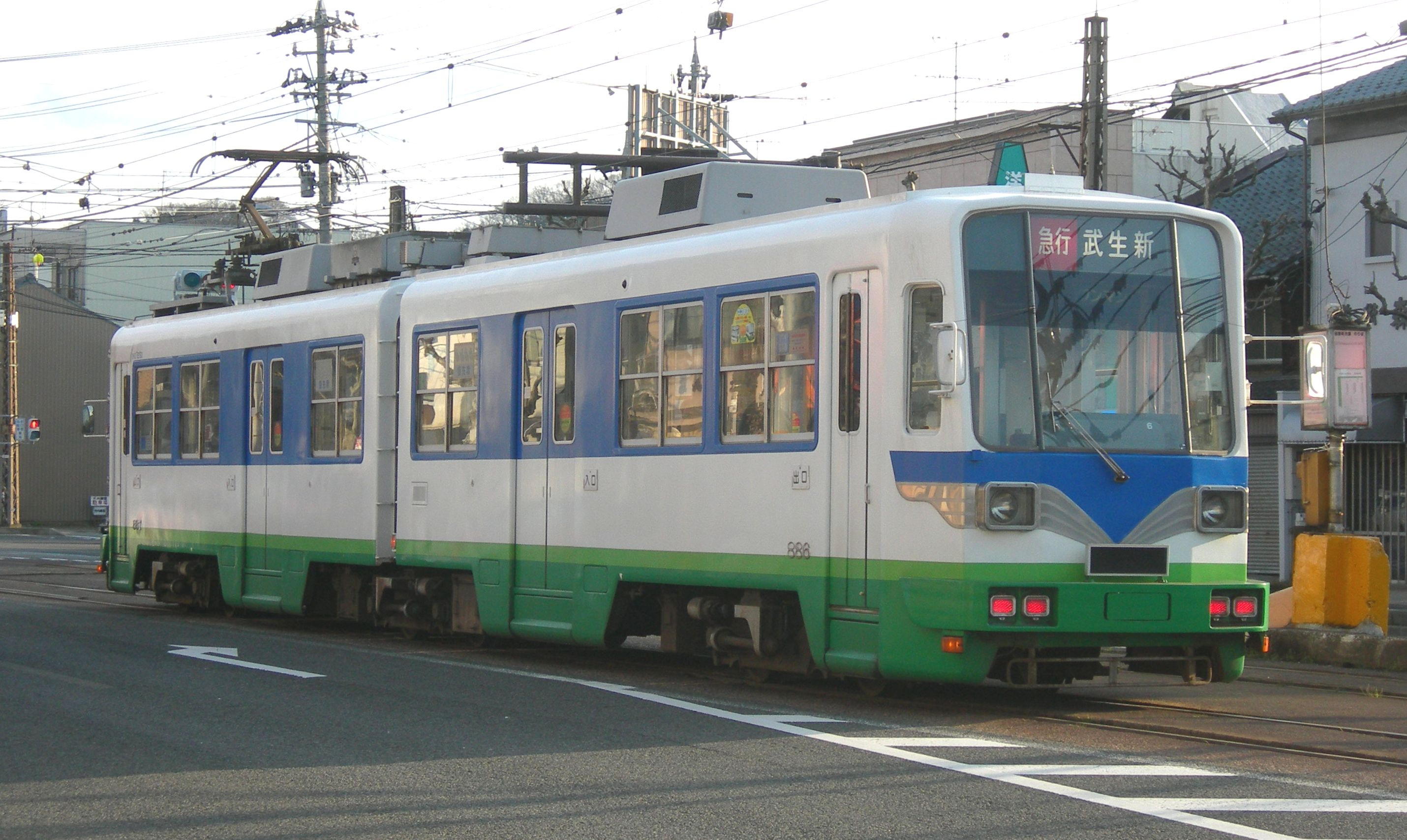
Série 880 (ex-Meitetsu 880)
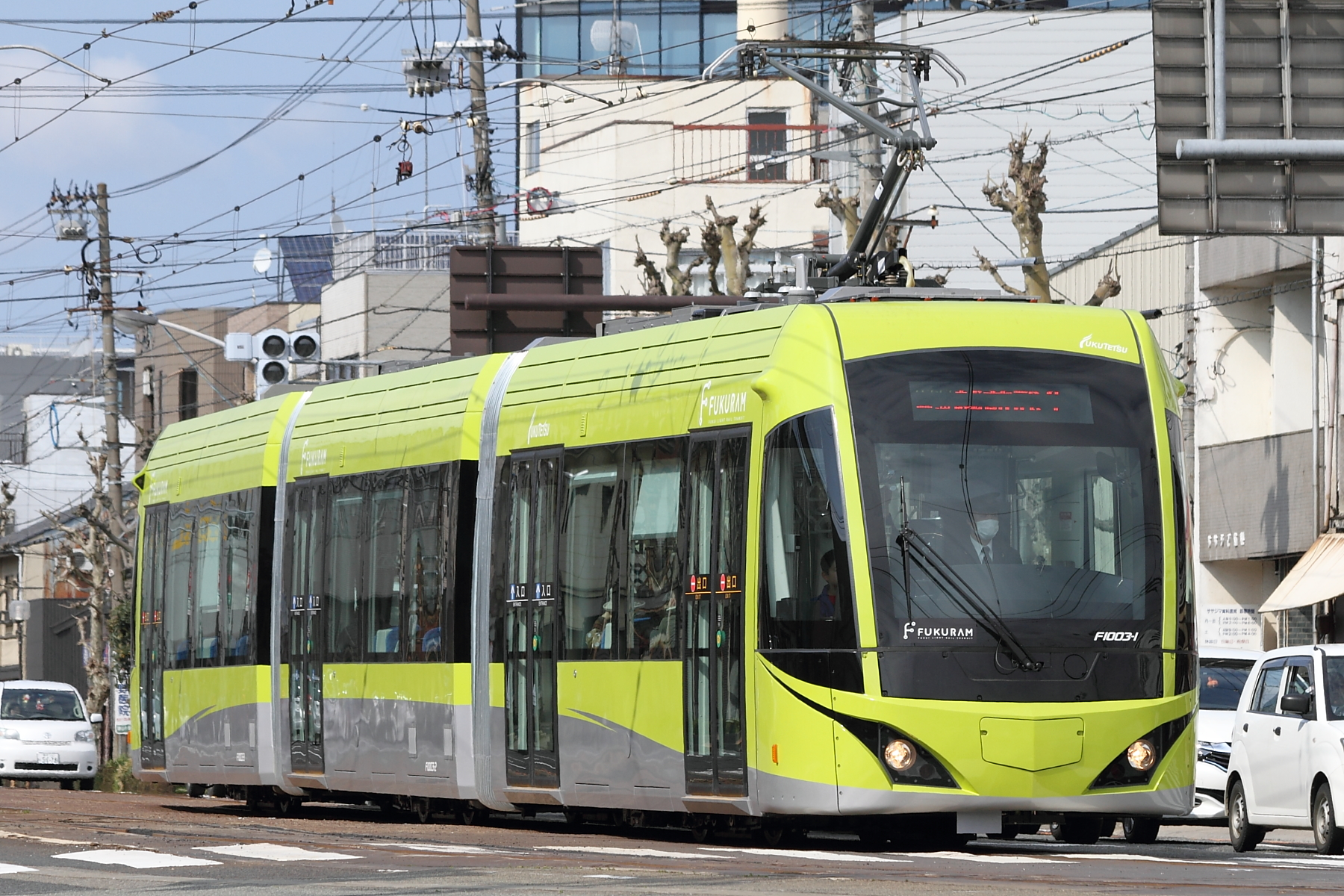
Série F1000
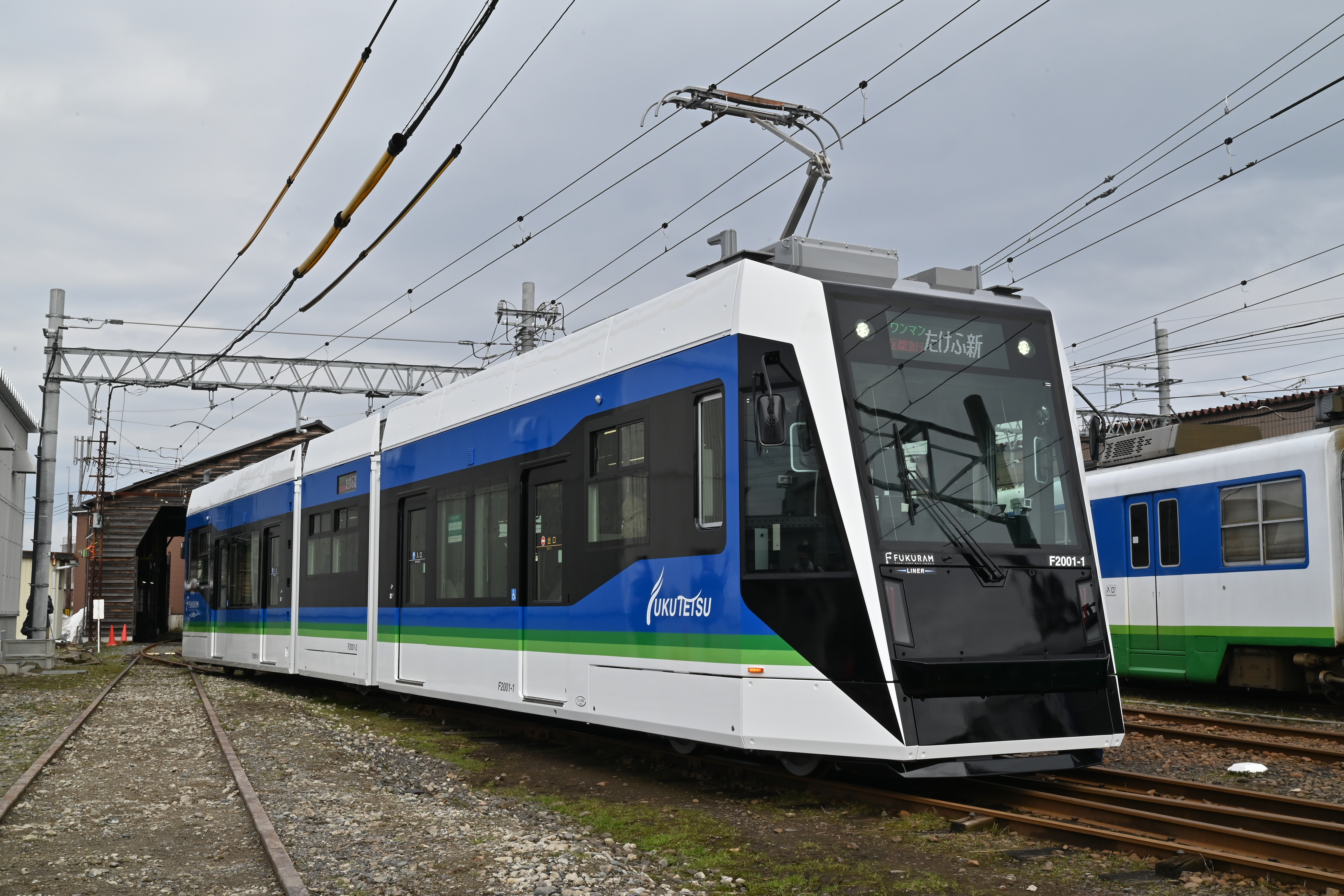
Série F2000
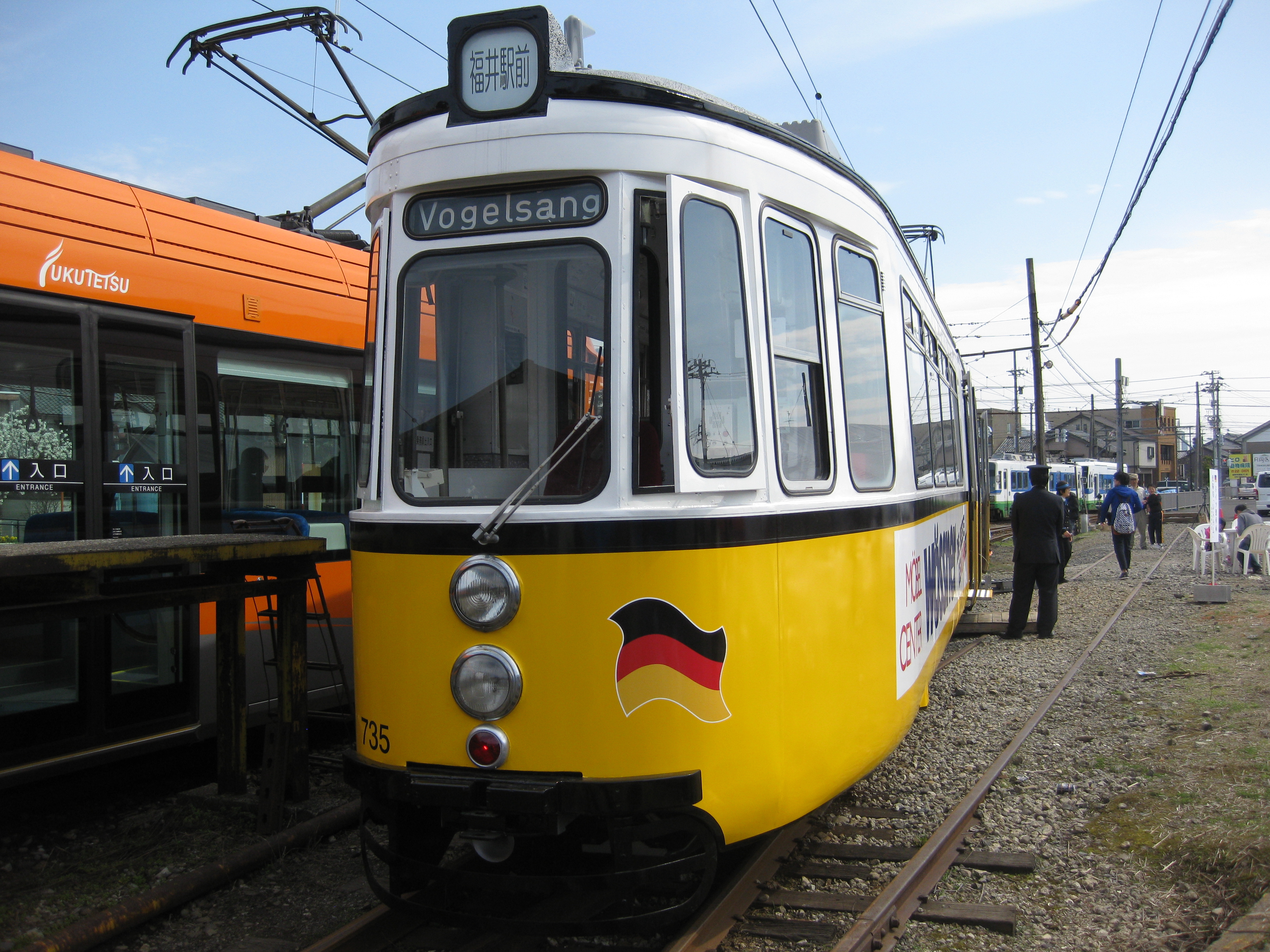
Série F10 (ex-Maschinenfabrik Esslingen GT4)